# Grettstadt
Grettstadt est une commune de Bavière (Allemagne), située dans l'arrondissement de Schweinfurt, dans le district de Basse-Franconie.